# Mirosława Grabowska
Mirosława Helena Grabowska (ur. 6 listopada 1949) – polska socjolog i nauczycielka akademicka, profesor nauk społecznych, w latach 2008–2023 dyrektor Centrum Badania Opinii Społecznej, od 2023 przewodnicząca Polskiego Towarzystwa Socjologicznego.

## Życiorys
W 1972 ukończyła studia w Instytucie Socjologii Uniwersytetu Warszawskiego. W tej samej jednostce uzyskała stopień doktora na podstawie pracy Stosunki międzypokoleniowe w rodzinie a przekaz postaw i wartości napisanej pod kierunkiem Stefana Nowaka (1982) i doktora habilitowanego na podstawie rozprawy Podział postkomunistyczny. Społeczne podstawy polityki w Polsce po 1989 roku (2005). W 2020 otrzymała tytuł profesora nauk społecznych.
Od 1982 do 1989 była w zespole redakcyjnym „Krytyki”, współpracowała także z opozycyjnym „Tygodnikiem Mazowsze”. Za swoją działalność opozycyjną była aresztowana od 12 czerwca do 21 września 1985.
Zawodowo związana z Uniwersytetem Warszawskim, była też profesorem Szkoły Wyższej Psychologii Społecznej, pracowała nadto w Instytut Studiów Politycznych PAN. Specjalizuje się w metodologii, socjologii politycznej i socjologii religii. Zasiadła w Radzie Instytutu Socjologii Uniwersytetu Warszawskiego. W latach 2008–2023 pełniła funkcję dyrektora Centrum Badania Opinii Społecznej (CBOS).
W 2023 została przewodniczącą Polskiego Towarzystwa Socjologicznego.

## Odznaczenia i wyróżnienia
W 2011 prezydent Bronisław Komorowski odznaczył ją Złotym Krzyżem Zasługi oraz Krzyżem Oficerskim Orderu Odrodzenia Polski. W 2005 za książkę Podział postkomunistyczny. Społeczne podstawy polityki w Polsce po 1989 roku otrzymała Nagrodę im. księdza Józefa Tischnera.

## Wybrane publikacje
- Anatomia elit politycznych. Partie polityczne w postkomunistycznej Polsce 1991–93, Warszawa 1993.
- Budowanie demokracji. Podziały społeczne, partie polityczne i społeczeństwo obywatelskie w postkomunistycznej Polsce, Warszawa 2001.
- Demokracja i szkoła, Warszawa 1998.
- Europejska tożsamość Polaków w perspektywie zjednoczenia z UE, Warszawa 1998.
- Podział postkomunistyczny. Społeczne podstawy polityki w Polsce po 1989 roku, Warszawa 2004.
- Potencjalni wyborcy centroprawicy (wstępny raport problemowy), Warszawa 1996.